# Nathalie-Aziza Munana
Nathalie-Aziza Munana est une femme politique de la république démocratique du Congo. Elle est nommée le 29 mai 2024 ministre des Affaires sociales du gouvernement Suminwa.

## Biographie
Née a Kipushi, dans le Haut-Katanga, elle a fait des études supérieures en Belgique. De retour en RDC, elle crée une entreprise spécialisée dans la fourniture d'équipement sportifs et d'équipements de protection individuelle.
Elle est directrice de la fondation Calixte-Munana . Crée en 1987 pour venir en aide aux orphelins du SIDA, cette organisation caritative a élargi son activité aux veuves en 1996, puis aux personnes à mobilité réduites. Elle s'est également engagée en faveur de l'autonomie économique des femmes en créant des ateliers de tricotage et en favorisant le maraichage.
Elle a débuté en politique comme Ministre du genre de la famille et des enfants au niveau provincial, dans le Haut-Katanga. Élue députée nationale en décembre 2023, elle devient ministre du gouvernement de Judith Suminwa Tuluka en mai 2024,.